# 圣乔治欧特维尔
圣乔治欧特维尔（法語：Saint-Georges-Haute-Ville，法語發音：[sɛ̃ ʒɔʁʒ ot vil]）是法国卢瓦尔省的一个市镇，位于该省西部，属于蒙布里松区。

## 地理
圣乔治欧特维尔（45°33'15"N, 4°5'55"E）面积9.63 平方千米，位于法国奥弗涅-罗讷-阿尔卑斯大区卢瓦尔省，该省份为法国中南部省份，北起顺时针与索恩-卢瓦尔省、罗讷省、伊泽尔省、阿尔代什省、上盧瓦爾省、多姆山省和阿列省接壤。
与圣乔治欧特维尔接壤的市镇（或旧市镇、城区）包括：布瓦塞-圣普列斯特、莱济尼厄、马尔热里-尚塔格雷、圣罗曼勒皮、圣托马拉加德、索莱米约。

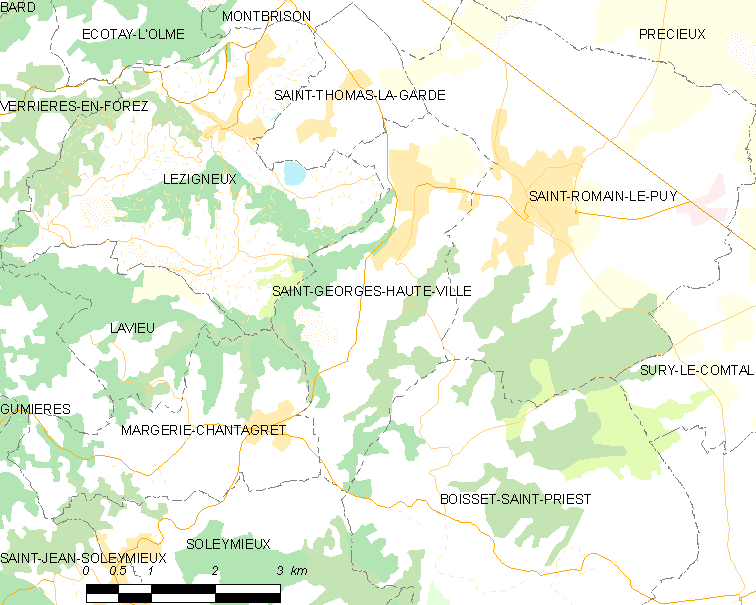
圣乔治欧特维尔的OSM定位图

圣乔治欧特维尔的时区为UTC+01:00、UTC+02:00（夏令时）。

## 行政
圣乔治欧特维尔的邮政编码为42610，INSEE市镇编码为42228。

## 政治
圣乔治欧特维尔所属的省级选区为蒙布里松县。

## 人口

1962-2008年间圣乔治欧特维尔人口变化图示

圣乔治欧特维尔于2022年1月1日时的人口数量为1458人。